# Boiron
Boiron é um laboratório farmacêutico especializado em homeopatia e líder mundial neste ramo de origem francesa. No Brasil está atuando desde 2006 e no produz os medicamentos homeopáticos Oscillococcinum, Sédatif PC e Stodal.

## Histórico
Surgiu em 1932 resultante da ideias dos farmacêuticos Jean e Henri Boiron com a fundação do Laboratório Central Homeopático em Paris que deu origem aos Laboratórios Boiron em 1967. Posteriormente houve uma amplitude da empresa pela França, Europa e Rússia. Atualmente possui presença em 70 países.